# Joaquín Sánchez de Toca Calvo
Joaquín Sánchez de Toca Calov (Madrid, 24 de setembro de 1852 — 1942) foi um político da Espanha. Ocupou o lugar de presidente do governo de Espanha em 1919.

## Biografia
Nascido em Madrid em 24 de setembro de 1852, tornou-se prefeito de Madrid em 1896 e ocupou o cargo até 1897.
Ele serviu como Ministro da Agricultura, Indústria e Comércio de 23 de outubro de 1900 a 6 de março de 1901 durante a Regência de Maria Cristina da Áustria. Já na maioria de Alfonso XIII da Espanha, ele serviu como Ministro da Marinha (6 de dezembro de 1902 - 20 de julho de 1903)  e como Ministro da Justiça (5 de dezembro de 1903 - 16 de dezembro de 1904) nos governos conservadores de Francisco Silvela e Antonio Maura, respectivamente. Ele voltou como prefeito de Madrid em 1907.
Nos últimos anos do período constitucional da monarquia alfonsina, foi nomeado primeiro-ministro em substituição a Antonio Maura. Ele liderou o gabinete de 20 de julho de 1919 a 12 de dezembro de 1919. Ele morreu em 13 de julho de 1942 em Pozuelo de Alarcón.